# Кундалини-йога
Кундали́ни-йо́га (санскр. कुण्डलिनी योग, IAST: kuṇḍalinī-yoga) — одно из направлений йоги, система упражнений, призванная поднять энергию кундалини из основания позвоночника с помощью регулярной практики медитации, пранаям, комплексов асан и пения мантр. Энергия кундалини должна поэтапно пройти по всем последующим чакрам вплоть до высшей (сахасрара), где должно произойти её слияние с божеством, а также и прекращение собственного сознания йогина.

## История
В США кундалини-йога стала известной, в частности, благодаря деятельности Йоги Бхаджана, основавшего там в 1969 году организацию по обучению этому виду йоги «Здоровые, счастливые, благословенные». Кундалини-йога популярна в Северной и Южной Америке, Европе, Южной Африке, Австралии и Восточной Азии. В 2013 году «New York wellness magazine» назвал её «Ультрадуховной йогой, которую обожают знаменитости».

## Виды практик
- Крийи — это последовательности упражнений: сочетаний поз, дыхания и звука, которые соединены вместе, чтобы позволить проявиться определенному нужному нам состоянию.
- Медитации — направлены на очищение ума от вредоносных программ, страхов, беспокойства. Дают спокойствие, ясность, концентрацию.
- Мантры — способствуют гармоничному функционированию клеток всего организма и оказывают полезное влияние на нервную систему.
- Пранаямы — через различные виды дыхания позволяют сознательно менять ваше состояние, настроение, физиологические параметры.
- Асаны — придают устойчивость телу, освобождает от болезней и дают легкость всему существу.
- Шабд-гуру — звуковая вибрация, которая растворяет эго, препятствующее познанию истины и мешающее нам воспринимать наше истинное «Я» и действовать из него.
- Джапа — духовная практика медитативного повторения мантр или имен Бога.
- Садхана — духовная практика, дословно «средство для достижения чего-то». В Кундалини Йоге ее используют для духовного очищения и достижения других духовных целей.[5]

«Существует 22 основные формы йогической практики. И в каждой из них подчёркивается та или иная грань целого. Некоторые делают ударение на использовании формы тела, как в Хатха-йоге, другие подчёркивают использование звука, как в Мантра-йоге, или визуальных форм, как в Янтра-йоге. Хорошим примером, описывающим эту ситуацию, является бриллиант. Разные формы практики можно уподобить его граням. Бриллиант прекрасен. Отдельные грани его отшлифованы так, что свет преломляется, сияя на них, привлекая ваше внимание и открывая разные измерения. Кундалини-йога — это сам бриллиант. Если посмотреть на него с какой-то стороны — вы увидите грань. Но если вы попытаетесь понять весь кристалл через эту отдельную грань, вас ждёт неудача, ваше понимание будет поверхностным и неполным».— Йоги Бхаджан

## Медицинские исследования
- В ходе исследования Дэвида Шаннахофф-Кхалса выяснилось, что медитации кундалини-йоги оказывают психотерапевтический эффект[6].
- Дхарма Сингх Кхалса обнаружил, что Киртан Крия (одна из медитаций кундалини-йоги) благотворно влияет на метаболизм мозга и улучшает умственную деятельность[7].

## Критика
Даосский мастер Мантек Чиа критикует систему кундалини-йоги. Практикующие данные техники йоги направляют энергию в мозг и удерживают её там в течение 10 часов и более, тем самым создавая опасные изменения структуры головного мозга. По его мнению, потенциалы, переданные в головной мозг, должны перенаправляться обратно в организм и сохраняться там. «Сочетания даосской йоги и кундалини пошло бы на пользу, и это бы предотвращало осложнения», — говорит он.